# Cassida turcmenica
Cassida turcmenica es un coleóptero de la familia Chrysomelidae.
Fue descrita científicamente en 1892 por Weise.